# Scieurs de bois
Scieurs de bois è un cortometraggio del 1896 diretto da Constant Girel.
Catalogo Lumière n° 93

## Trama
Constant Girel, riprende nella place Saint-François a Losanna in Svizzera, tre uomini mentre tagliano la legna da ardere.